# Castelcivita
Castelcivita község (comune) Olaszország Campania régiójában, Salerno megyében.

## Fekvése
A Alburni-hegység déli lejtőjén fekszik, a Calore Lucano völgyében, a megye központi részén. Határai: Albanella, Altavilla Silentina, Aquara, Controne, Ottati, Postiglione, Roccadaspide és Sicignano degli Alburni.

## Története
A település története a 13. századra nyúlik vissza, amikor Castellucia néven volt ismert. A címerében látható három torony az egykori erődítmény három bástyáját jelképezi. A középkorban befolyásos nápolyi nemesi családok birtoka volt (Pignatelli, degli Spinelli). 1806-ban lett önálló amikor a Nápolyi Királyságban felszámolták a feudalizmust.

## Népessége
A népesség számának alakulása:

## Főbb látnivalói
- Le grotte - 4200 méter hosszú cseppkőbarlang, számos fosszíliával